# Sebastián de Ocampo
Sebastián de Ocampo (Tui, fl. 1460 - Sevilla, 1514) fou un navegant gallec.
Havia estat criat de la reina Isabel I de Castella, i va ser dels primers pobladors de l'illa Hispaniola, anomenada avui Santo Domingo, de la qual era governador Nicolás de Ovando. Aquest ordenà a Ocampo que reconegués la terra de Cuba, cap a la qual partí a finals del 1508 al front de dues embarcacions, amb la gent i els queviures necessaris. Seguint la costa nord de Cuba, recorregué els ports, badies i rius, i s'aturà en el Puerto de Carenas, on avui en dia hi ha L'Havana, lloc on com diu la tradició trobà un brollador de betum que li serví per carenar les naus. Continuant el seu viatge costaner d'exploració, s'aturà en el terme occidental de l'illa, i donant una volta pel sud arribà a la badia de Jagua. Emprà vuit mesos en recórrer tota la costa cubana i retornà a l'illa Hispaniola. El 1512, i amb l'ocasió que retornava del país de Darién, naufragà junt amb 19 mariners, refugiant-se en la badia de Jagua; allà va rebre una canoa d'auxili que l'envià Velázquez, amb el qual s'uní i ambdós recorregueren la província de Santiago. Aquest navegant fou el primer a descobrir que Cuba era una illa i no un continent com havien cregut Cristòfol Colom i els homes de la seva època.